# 歯ぎしり球団
『歯ぎしり球団』（はぎしりきゅうだん）は、吉田戦車による日本の野球漫画。

## 概要
野球に青春をかける若者達を、野球のルールにとらわれない形で描いたギャグ漫画。
1995年に『コミックバーガー』（スコラ）で連載されていた。掲載誌が『コミックバーズ』へと改名するにあたり、本作も「新歯ぎしり球団」とリニューアルして登場人物も一新された。
単行本の作者あとがきによると、連載当初の作者は野球に対してほとんど興味が無かったが、本作を通してプロ野球を面白く見られる心境の変化があったという。

## 歯ぎしり球団
ストライクが全く入らないエース後藤手術を中心にした草野球チーム「歯ぎしり球団」の活躍が描かれる。

### 主な登場人物
後藤手術
主人公。歯ぎしり球団のピッチャー。現在医大を浪人中の青年。長い後ろ髪を三つ編みにした五分刈り頭で、鼻には円錐形の突起を付けている。優れた運動神経を持っているが、これまでに一度もストライクを投げたことが無い。それでも医者である父の金と権力で小学校から現在の草野球までピッチャーをやらせてもらっており、複雑な心境を抱いている。熱心にチームを引っ張ろうとするが、仲間達は手術のノーコンを含め勝利にはほとんど無関心なようである。
松平カナリヤ
歯ぎしり球団のキャッチャー。恰幅の良い体格にヒゲ面で水泳ゴーグルのようなメガネをかけている。家はペットショップを営んでいる。手術の小学校時代からの野球仲間で、手術が投げるクソボールをやや変質的なまでに愛している。デッドボールを自ら求めるなど偏向した性癖の持ち主。
忍足ぬすみ子
チームの紅一点。得意技は盗塁。手術とは中学時代からの付き合いで、高校時代はソフトボール部だった。泥棒である祖父の血を受け継ぎ、自身も泥棒を天職としている。手術からはこれまでに本や自転車など159個の品物を盗んだ。盗み集めた数十枚の塁ベースをぬいぐるみ代わりとして部屋に飾っている。
ラムセス1世
歯ぎしり球団のショート。エジプトのファラオがかぶるような頭飾りをかぶっており、顔は常に笑顔でやや適当に描かれている。家は「エジプトラーメン クフ王」というラーメン屋を営んでいる。手術とは小学校からの付き合い。手術との特訓で消える魔トンネルという珍技を会得した。
手術の父
後藤グレートクリニックの院長。町の名士で、野球への情熱を息子手術に賭けている。手術が鼻に付けている突起は、鼻炎用のマスクとして彼が作成したものらしい。オペを抜け出して息子のピッチング練習に付き合ったりしている。手術の少年時代は流しの外科医として経済的に苦しい生活であった。いつから金持ちになったかは作中では描かれていない。

## 新歯ぎしり球団
学校に野球部を設立しようとする県立歯ぎしり中学校の少年達が、校長が試練として差し向ける多様な野球チームに挑む姿を描く。野球部ではないため、校長は彼らを「歯ぎしり球団」と呼ぶ。

### 主な登場人物
頓田林とん助（トンちゃん）
歯ぎしり球団のピッチャー。五分刈り頭に渦巻きほっぺの快活な少年。ニックネームはトンちゃん。頭の左右一つずつに円形ハゲがあるように見えるが、これはその部分のみ金髪であるためそう見えている。フランス人である祖母からの遺伝のためらしい。チームの中心人物として親友のカメやんらとともに奮闘する。単行本の表紙は彼の投球姿がデザインされている。
亀山カメ夫（カメやん）
歯ぎしり球団のキャッチャーでチーム一の強打者。金髪の美少年。ニックネームはカメやん。父を早くに亡くしており、家の事はタクアン漬けが進化した森の妖精であるタクアン人間に色々と面倒を見てもらっている。そのため野球の対戦相手がタクアン人間のチームとなった際には、勝負で負けたら即座に自死するタクアン人間の掟により深く動揺する事になる。
戦闘員ちよ子
歯ぎしり球団ではカメやんに次ぐ強打力を誇る少女。父親の仕事が悪の秘密組織「ズンズン団」であるため、普段は覆面をかぶっている事が多い。兄がおり、後藤手術の草野球チームの歯ぎしり球団に所属している。父はヨーロッパに単身赴任していたが、出世して改造手術を受け、フナゴリラ怪人として帰国した。
校長先生
歯ぎしり中学校の校長だが、野球が大嫌いとの理由で野球部の設立を認めようとしない。設立の条件として自身のコネで集めた野球チームを歯ぎしり球団と対戦させ、勝てたら設立を許すとしている。
ルリ子先生
トンちゃんとカメやんのクラスの担任の先生。胸元の開いた派手目な格好をしているセクシーな女教師。歯ぎしり球団を心配して色々と協力しようとしてくれる。